# دميرتشي (شاهين دج)
دميرتشي هي قرية في مقاطعة شاهين دج، إيران. عدد سكان هذه القرية هو 82 في سنة 2006.